# Camilla Diana
Camilla Diana (San Gimignano, 17 aprile 1990) è un'attrice italiana.

## Biografia
Nata in una famiglia legata al mondo del cinema, è figlia del regista Riccardo Diana e dell'attrice Maria Toesca, e sorella maggiore di Nicolò Diana e Matilde Diana. Inizia giovanissima a lavorare in teatro, cinema e televisione.
Dopo aver debuttato sul grande schermo con il film Il tempo dell'amore (1999), regia di Giacomo Campiotti, nel 2005 interpreta il film Piano 17, diretto dai Manetti Bros., uscito nel 2006 e successivamente presentato al Taormina Film Fest.
Tra i suoi primi lavori televisivi, la miniserie TV in due puntate, Donne sbagliate, regia di Monica Vullo, e la serie TV in sei puntate, Caterina e le sue figlie 2, accanto a Virna Lisi, entrambe del 2007 e in onda su Canale 5.
Sempre nel 2007 interpreta Chiara e Francesco, miniserie TV in due puntate diretta per Rai Uno da Fabrizio Costa. Nel 2008 interpreta le serie TV: Anna e i cinque e Amiche mie, in onda entrambe su Canale 5. Nel 2013 è la genietta Amina Lucente nel programma televisivo per bambini, Melevisione su Rai Yoyo. Nel 2018 interpreta il personaggio di Annagreca Zara nella serie televisiva, diretta da Andrea Porporati, Il capitano Maria, trasmessa su Rai 1 dal 7 maggio 2018.

## Filmografia

### Cinema
- Il tempo dell'amore, regia di Giacomo Campiotti (1999)
- Promessa d'amore, regia di Ugo Fabrizio Giordani (2004)
- Piano 17, regia dei Manetti Bros. (2005)
- Duns Scoto, regia di Fernando Muraca (2010)
- Maraviglioso Boccaccio, regia di Paolo e Vittorio Taviani (2015)
- Safrom,  regia di Nicola Barnaba (2015)
- Tommaso, regia di Kim Rossi Stuart (2016)
- Agadah, regia di Alberto Rondalli (2017)
- Ricordi?, regia di Valerio Mieli (2018)

### Televisione
- Una mamma da Oscar – sitcom (2004)
- Cuore contro cuore – serie TV (2004)
- Capri – serie TV (2006)
- Codice rosso – serie TV (2006)
- Nati ieri – serie TV (2006)
- Distretto di Polizia 6 – serie TV (2006)
- Donne sbagliate, regia di Monica Vullo – miniserie TV (2007)
- Caterina e le sue figlie 2 – serie TV (2007)
- Chiara e Francesco, regia di Fabrizio Costa – miniserie TV (2007)
- Don Matteo – serie TV, episodio 6x03 (2008)
- Anna e i cinque – serie TV (2008)
- Amiche mie – serie TV (2008)
- Il peccato e la vergogna – serie TV, episodio 6 (2010)
- Che Dio ci aiuti – serie TV (2011)
- Rex – serie TV, episodio 5x04 (2013)
- Che Dio ci aiuti – serie TV, episodio 2x08 (2013)
- Melevisione, regia di Alfredo Franco – programma TV (2013)
- Grand Hotel, regia di Luca Ribuoli – miniserie TV (2015)
- The Young Pope – serie TV (2016)
- Il capitano Maria – serie TV (2018)
- Non uccidere – serie TV, episodio 2x21 (2018)
- Il nome della rosa, regia di Giacomo Battiato – miniserie TV, episodio 1x02 (2019)
- Le indagini di Lolita Lobosco – serie TV (2021-in corso)

## Teatro
- Pensaci Giacomino di Luigi Pirandello (1993)
- Il cavaliere della città scomparsa, regia di Riccardo Diana (2004)
- Lo straordinario viaggio di Pinocchio, opera recitata danzata e cantata (2005)
- Nel bosco delle fate: un sogno, regia di Luciano Pasini (2011)
- 15 anni Melevisione (2013)
- Le Notti Bianche, regia di Francesco Giuffrè (2018)

## Pubblicità
- Lavazza tutti in gita scolastica (2007)
- Mini muffin Misura (2012)